# ウィリアム・フリス

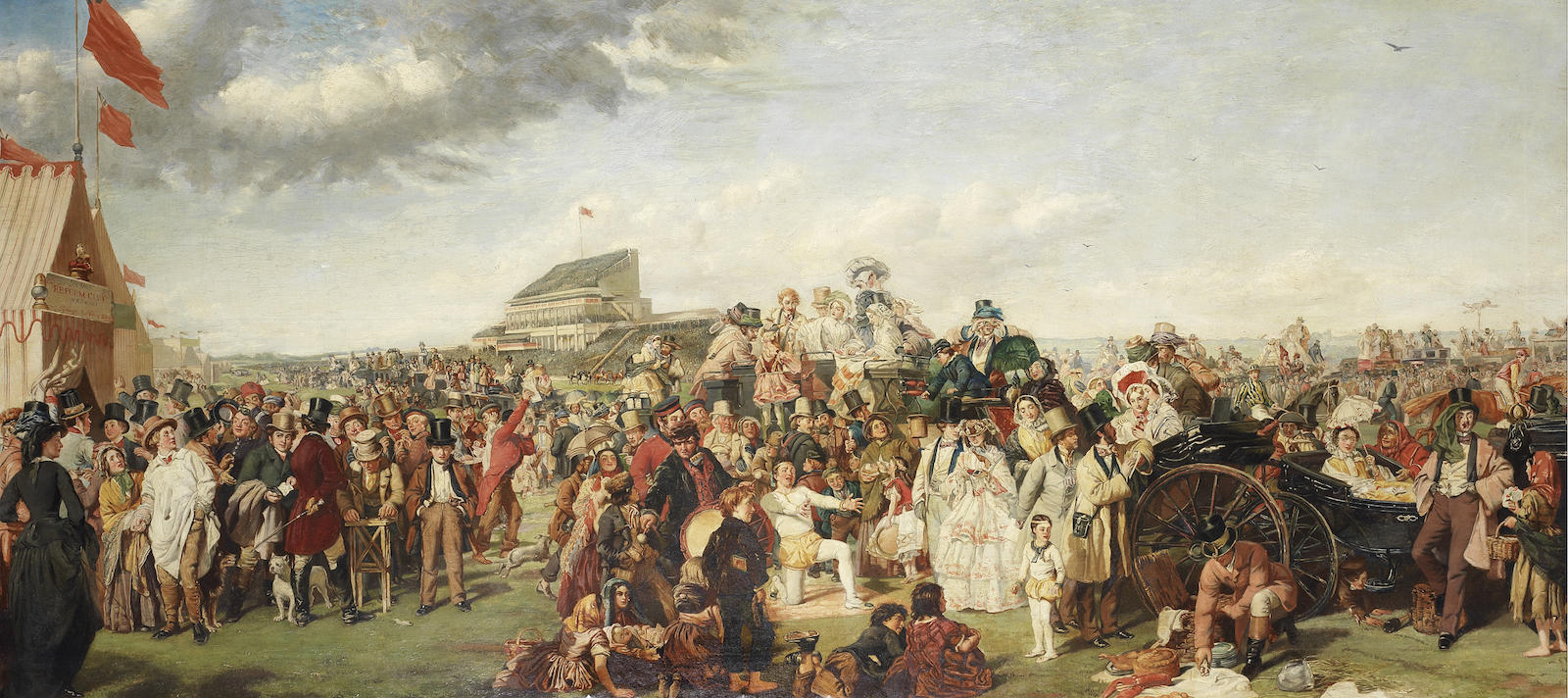
フリス『ダービー開催日』

ウィリアム・パウエル・フリス（William Powell Frith, 1819年1月9日 - 1909年11月2日）は主としてヴィクトリア朝時代に活動したイギリスの画家。1852年にロイヤル・アカデミー・オブ・アーツの会員に選出されている。

## 生涯と活動
フリスはノース・ヨークシャー州のアルドフィールド生まれ、絵を学び始めたきっかけはハローゲートでホテルを経営していた父の慫慂だった。1835年、フリスはロンドンに上京、シャーロット・ストリートにあるSass'Academyで学んだ後、ロイヤル・アカデミー・オブ・アーツに進学している。フリスは肖像画家としてキャリアを開始、1838年にロイヤル・アカデミー展覧会に初出品した。 1840年代、フリスはチャールズ・ディケンズやローレンス・スターンなどの小説に材をとった作品を多く描いている。フリスはディケンズと私生活面でも友人となり、フリスの手によるディケンズの肖像画が残されている。
またフリスはリチャード・ダッドも加盟していた芸術家グループThe Cliqueに名を連ねていたが、フリスにもっとも大きな影響を与えたイギリスの画家はデイヴィッド・ウィルキーである。特にウィルキーの著名な作品『チェルシーの年金受給者たち』はフリスの創造に刺激的な影響を与えている。フリスはウィルキーや分野は違うが小説家ディケンズに倣い、ヴィクトリア朝時代のイギリスの群衆を多面的な構成で描き出すという作風に傾斜していく。1854年、フリスは海水浴場に集まった人々を描いた初の風俗画『ラムズゲイト・サンズ』を発表し成功をおさめた。フリスが次に世に問うた作品はダービーステークス開催日にエプソム競馬場に集まった群衆を描いた『ダービー開催日』である。1858年のロイヤル・アカデミー展覧会に出品されたこの絵は観衆の熱狂を呼び、警官と鉄柵によって絵を保護せねばならなかったという。1862年に発表された『駅』でパディントン駅プラットホームの群衆を描いたフリスは、イギリス王室からウェールズ公エドワード（後のイギリス王エドワード7世）とアレクサンドラの結婚式を描いた絵の委嘱を受け、1865年『ウェールズ公の結婚式』を完成させている。
その後のフリスはウィリアム・ホガース的な2つの連作絵画（絵の枚数は5枚）を手がけている。 ギャンブルの危険性を説いた『崩壊への道』（1878年）と『富のためのレース』（1880年）である。 フリスは1890年にロイヤル・アカデミーから退いたが、展覧会には1902年まで出品を続けた。
フリスは『自叙伝と思い出』（1887年）『一層の思い出』（1888年）やその他の著作の中でもモダンアートへの反感を隠さない伝統主義者であり、ラファエル前派と耽美主義もフリスの批判を免れなかった。フリスは1883年に発表した『ロイヤル・アカデミー展の招待日1881年』によって宿敵を風刺した。この作品にはオスカー・ワイルドが、フリス本人やその支持者から冷ややかな視線を浴びながら、自説を開陳している様子やフレデリック・レイトンやジョン・エヴァレット・ミレー、小説家アンソニー・トロロープらが描かれている。